# The Invasion (Doctor Who)
The Invasion é o terceiro serial da sexta temporada clássica da série de ficção científica britânica Doctor Who, que foi transmitido originalmente na BBC1 em oito partes semanais entre 2 de novembro e 21 de dezembro de 1968. Foi escrito por Derrick Sherwin e dirigido por Douglas Camfield. Esta história marca a primeira aparição da UNIT e, nomeadamente, do Sargento Benton, que se tornariam elementos predominantes nas histórias do Terceiro Doutor.
Dois dos oitos episódios deste serial — o primeiro e o quarto — não foram preservados nos arquivos da BBC e continuam perdidos. Este foi o primeiro serial incompleto de Doctor Who a ser lançado com reconstruções animadas.

## Enredo
Depois de escaparem da Terra da Ficção, o Doutor, Jamie e Zoe descobrem que eles se materializaram perto da Lua no final do século XX. Um míssil é disparado da superfície, forçando a tripulação a pousar a TARDIS na Inglaterra. Com o estabilizador visual danificado, a TARDIS fica invisível e eles decidem ir a Londres para encontrar o professor Edward Travers e pedir ajuda. No caminho, eles aprendem sobre a International Electromatics, uma empresa misteriosa que se tornou a principal produtora de eletrônicos do mundo. Chegando ao endereço de Traver, os três descobrem que ele partiu para os Estados Unidos com sua filha Anne e deixou a casa aos cuidados de seu colega, o professor Watkins, e sua sobrinha Isobel. Como o professor desapareceu trabalhando para a International Electromatics, o Doutor e Jamie saem para investigar sua sede. Depois de capturados, eles são levados a Tobias Vaughn, diretor administrativo da empresa. Ele afirma que o professor Watkins estava em um estágio delicado de seu trabalho e se recusava a ver outras pessoas, embora o Doutor note comportamentos incomuns e rapidamente se torne desconfiado. Quando eles partem, Vaughn abre uma seção em sua parede para revelar um cyber-planejador.
Logo após seu encontro, o Doutor e Jamie são sequestrados por dois estranhos e levados para encontrar seu oficial comandante, Alastair Lethbridge-Stewart. Tendo sido promovido a brigadeiro após seu encontro com a Grande Inteligência, ele revela que foi colocado no comando de uma força-tarefa militar chamada UNIT, que investiga atividades incomuns em todo o mundo. Atualmente investigando a International Electromatics após várias reivindicações em torno da organização, o Brigadeiro pede sua assistência, tendo perdido contato com um agente que investiga a empresa. Cansadas de esperar que o Doutor e Jamie retornem, Zoe e Isobel partem para investigar a empresa por conta própria, apenas para serem capturadas depois que Zoe destrói uma recepcionista robótica. O Doutor e Jamie as seguem e também são capturados, depois de perceberem que eles são carregados em maletas de transporte.
Levados à base rural da empresa, o Doutor e Jamie encontram o tio de Isobel, que trabalha em um dispositivo "Cerebration Mentor", destinado a ser uma máquina de ensino. O professor revela que Vaughn está trabalhando com um aliado não especificado e que eles estão planejando dominar o mundo. Depois de escapar de seus guardas de segurança, o Doutor envia uma mensagem de rádio ao Brigadeiro para resgatá-los e também localiza Zoe e Isobel. Durante a investigação, Jamie encontra uma criatura viva em algum tipo de casulo dentro de um recipiente. O Doutor e seus companheiros escapam por helicóptero, mas, ao fazê-lo, alertam Vaughn que a UNIT é uma ameaça aos seus planos. De volta à sede da UNIT, o Doutor investiga fotos de OVNIs perto da fábrica e teoriza que os aliados de Vaughn são invasores alienígenas. Voltando à fábrica para interceptar um dos recipientes, ele e Jamie testemunham cientistas revivendo uma das criaturas dos casulos: um cyberman.
Uma investigação mais aprofundada da UNIT é impedida pela interferência de um general aposentado no Ministério da Defesa, que na verdade está sob o controle hipnótico de Vaughn. Os cybermen começam a se mover pelos esgotos de Londres, em preparação para a invasão. Cobrindo suas apostas no caso de precisar de uma arma para manter o controle dos cyberman depois que elas chegaram, Vaughn testa um protótipo da máquina de "Cerebration Mentor" em um cyberman acordado. Ele é levado à loucura pela sobrecarga emocional e foge para os esgotos. Enquanto o Doutor investiga um dispositivo da International Electromatics, Isobel, Zoe e Jamie se aventuram nos esgotos para obter provas da presença dos cybermen na Terra. Depois de ficarem presos entre um grupo de cybermen normais e a vítima dos testes de Vaughn, eles são resgatados pelo Capitão Turner e um esquadrão da UNIT.
A fim de contornar o general de Vaughn no Ministério da Defesa, o Brigadeiro parte para procurar ajuda na sede internacional da UNIT em Genebra. Na sua ausência, o Capitão Turner providencia que o professor Watkins seja resgatado da International Electromatics para ajudar o Doutor. Usando contas do professor, eles deduzem que os cybermen pretendem enviar um sinal hipnótico através dos dispositivos produzidos pela International Electromatics, que incapacitarão a população mundial e anularão a resistência. Na hora certa, o Doutor é capaz de proteger seus companheiros e seus aliados da UNIT com despolarizadores feitos especialmente para neutralizar o sinal dos cybermen. À medida que os cybermen assumem o controle, o Brigadeiro organiza o transporte do Doutor e amigos para a sede da UNIT em Genebra para ajudar a combater a invasão.
Depois de concluir a produção de mais despolarizadores, o Doutor parte para enfrentar Vaughn em Londres, enquanto a UNIT trabalha para deter os cybermen. Descobrindo o plano dos russos de lançar um foguete na nave que envia os sinais, Turner lidera um esquadrão para ajudá-los, enquanto Zoe ajuda o Brigadeiro a prever os movimentos da frota cybermen. Usando a artilharia britânica, eles são capazes de destrui-la, fazendo com que os cybermen traiam Vaughn e decidam destruir a Terra com uma bomba megatron. Quando o cyber-planejador revela que eles não precisam mais de Vaughn, ele usa a arma protótipo "Cerebration Mentor" para destruí-la. Com seus planos arruinados, Vaughn concorda em impedir a invasão e ajuda o Doutor a localizar o sinal de retorno. Com a UNIT enviando tropas para ajudar, eles são capazes de derrotar os cybermen que guardam o farol e desligam-no, embora Vaughn seja morto em uma emboscada. A bomba megatron é destruída por um foguete de defesa antimíssil, enquanto o foguete russo destrói a cybernave transmitindo o sinal de controle hipnótico, encerrando a invasão.

## Produção
Originalmente, The Invasion seria uma história de seis partes chamada Return of the Cybermen. O personagem do professor Travers (que apareceu nas duas histórias anteriores dos yetis) deveria ter aparecido pela terceira vez, mas foi tomada a decisão de substituí-lo pelo professor Watkins, pois usá-lo envolveria o pagamento de Mervyn Haisman e Henry Lincoln (que eram contra o uso de seus personagens após The Dominators), embora Travers ainda seja mencionado pelo nome várias vezes. A sequência em que Gregory descreve o ataque da UNIT em um carro IE e depois é morto por um cyberman foi colocado no script depois que as pressões de tempo impediram a equipe de produção de filmar o ataque.

### Filmagens
Wendy Padbury não aparece no episódio 3, pois estava de férias. Frazer Hines também estava ausente durante o último episódio, mas apareceu em uma inserção pré-gravada na pós-produção.
De acordo com Hines em uma entrevista no CD de áudio de The Invasion, a saia de Sally Faulkner era levantada enquanto subia a escada de corda para o helicóptero. Para evitar que a mesma coisa acontecesse com seu kilt, ele se lembrou de ter lido em algum lugar que a rainha tinha pesos de chumbo costurados na bainha da saia para impedir que isso acontecesse com ela. Aconteceu que o camarista de Frazer era um pescador, que costurou alguns pesos de chumbo em seu kilt.
Essa foi uma das primeiras histórias de Doctor Who em que as cenas foram gravadas fora de ordem. Isso ocorreu devido à então aprimorada tecnologia de edição de fitas de vídeo.

### Pós-produção
Devido à recusa do diretor Douglas Camfield em usar o compositor regular Dudley Simpson, Don Harper foi contratado para fazer a música deste serial. Seria o único trabalho de Harper em Doctor Who.

## Transmissão e recepção
| Episódio | Título             | Duração | Exibição original      | Audiência no Reino Unido (milhões) | Arquivo                                   |
| -------- | ------------------ | ------- | ---------------------- | ---------------------------------- | ----------------------------------------- |
| 1        | "Episódio Um"†     | 24:32   | 2 de novembro de 1968  | 7,3                                | Existem apenas fotogramas e/ou fragmentos |
| 2        | "Episódio Dois"    | 24:26   | 9 de novembro de 1968  | 7,1                                | 16mm t/r                                  |
| 3        | "Episódio Três"    | 23:44   | 16 de novembro de 1968 | 7,1                                | 16mm t/r                                  |
| 4        | "Episódio Quatro"† | 24:18   | 23 de novembro de 1968 | 6,4                                | Existem apenas fotogramas e/ou fragmentos |
| 5        | "Episódio Cinco"   | 23:25   | 30 de novembro de 1968 | 6,7                                | 16mm t/r                                  |
| 6        | "Episódio Seis"    | 23:20   | 7 de dezembro de 1968  | 6,5                                | 16mm t/r                                  |
| 7        | "Episódio Sete"    | 24:46   | 14 de dezembro de 1968 | 7,2                                | 16mm t/r                                  |
| 8        | "Episódio Oito"    | 25:03   | 21 de dezembro de 1968 | 7,0                                | 16mm t/r                                  |

↑†  Episódio está perdido.
Paul Cornell, Martin Day e Keith Topping, no The Discontinuity Guide (1995), observaram que o serial "mostra as vantagens de cenários reconhecíveis da Terra" e o descreveu como "uma brincadeira cheia de ação". No The Television Companion (1998), David J. Howe e Stephen James Walker escreveram que The Invasion era "uma das melhores histórias para apresentar os Cybermen", com elogios ao personagem Tobias Vaughn. Em 2009, Patrick Mulkern, da Radio Times, escreveu que a história foi traçada com "apenas um momento de tédio", com os quatro primeiros episódios "traçados de maneira emocionante" para levar ao cliffhanger dos Cybermen. Mulkern também elogiou a dinâmica e os personagens do Doutor, Jamie e Zoe, além de Tobias Vaughn. O revisor do The A.V. Club, Christopher Bahn, disse que o comprimento da história permitia "uma enorme quantidade de artifícios, cenas prolongadas e correria entre locais com um grupo de personagens perdendo o outro grupo", mas ainda assim permaneceu agradável, principalmente por causa do desempenho de Stoney. Ele também observou que "há uma tendência nessa história de cortar custos, às vezes perdoável e às vezes não". Por fim, Bahn sentiu que a história era mais sobre Vaughn do que os Cybermen e, como Mulkern, destacou o personagem de Zoe. Stuart Galbraith, do DVD Talk, atribuiu a The Invasion uma classificação de três estrelas e meia de cinco, observando que ele pegou emprestado de outros contos de ficção científica e poderia ter sido mais curto, mas acabou sendo divertido e apresentou um "conto atmosférico completo" de pavor e suspense de alta tensão ". Em 2013, Ben Lawrence, do The Daily Telegraph, nomeou The Invasion como uma das dez melhores histórias de Doctor Who na época contemporânea.

## Lançamentos comerciais

### Na impressão
Um romance deste serial, escrito por Ian Marter, foi publicado pela Target Books em maio de 1985. O romance restaura o material cortado dos roteiros originais, incluindo o ataque da UNIT para resgatar o professor Watkins e Vaughn convencendo Routledge a se matar. Neste romance, a Base Aérea Russa é nomeada Nikortny, uma homenagem ao ator Nicholas Courtney.

### Home media
Como em muitos seriados da era Troughton, uma versão completa de The Invasion não existe nos arquivos da BBC, pois os episódios 1 e 4 foram perdidos. No entanto, suas trilhas sonoras sobrevivem, gravadas fora do ar pelos fãs em casa.

### Áudio
As trilhas sonoras de The Invasion e The Tenth Planet, juntamente com um disco bônus, The Origins of the Cybermen, um ensaio em áudio de David Banks, foram lançadas em uma caixa de colecionador chamada Doctor Who: Cybermen.

### Vídeo
A história foi lançada pela BBC Video em 1993, com os episódios 1 e 4 ausentes resumidos na tela por Nicholas Courtney.
Em junho de 2006, a BBC anunciou que o estúdio de animação Cosgrove Hall, que criou o webcast Scream of the Shalka, produziu versões animadas dos dois episódios perdidos. Esses episódios, junto com as cópias remasterizadas do restante do serial, foram lançados em DVD em 6 de novembro de 2006.

### Trilha sonora
Uma regravação da música de Don Harper para The Invasion foi lançada em 6 de junho de 2014 em LP e 17 de junho de 2014 em CD pela Dual Planet sob o título Cold Worlds. Também estão incluídas no lançamento as faixas de Harper usadas em Dawn of the Dead e uma gravação de 1973 da música tema de Doctor Who de Harper.
Duas das faixas originais de Harper ("The Dark Side of the Moon" e "The Company") foram incluídas na edição em 4 discos do álbum Doctor Who: The 50th Anniversary Collection, com a edição em 11 discos contendo mais duas ("Brigadier-Lethbridge Stewart" e "Mysteries"). A trilha original completa, incluindo faixas não utilizadas e efeitos radiofônicos de Brian Hodgson, foi lançada em CD e LP em 2018. A trilha sonora original completa foi lançada em 14 de setembro de 2018, incluindo efeitos radiofônicos de Brian Hodgson. Também foi lançado em LP em 28 de setembro de 2018, omitindo alguns efeitos.